# Filippo Tommaso Marinetti
Filippo Tommaso Marinetti [marinety] (22. prosince 1876, Alexandrie, Egypt – 2. prosince 1944, Bellagio, Itálie) byl italský básník, prozaik a dramatik, zakladatel a teoretik futurismu.
Marinetti studoval v Paříži. Jelikož byl vůdčí osobností futurismu, přivedl tento směr poté, co začal sympatizovat s fašismem, k tomuto hnutí také.
V roce 1914 agitoval pro vstup Itálie do války. Během 1. světové války byl důstojníkem u dělostřelectva.
V roce 1919 založil Fasci politici futuristi, která brzy začala spolupracovat s B. Mussolinim.

## Život – mládí a manželství
Emilio Angelo Carlo Marinetti (v některých dokumentech se mu přisuzuje jméno „Filippo Achille Emilio Marinetti“) strávil první rok svého života v Alexandrii, Egypt, kde jeho otec (Enrico Marinetti) a jeho matka (Amalia Grolli) žili spolu more uxorio (jako kdyby v manželství). Enrico byl právníkem pocházejícím z Piedmontu a jeho matka byla dcerou profesora literatury pocházejícího z Milána. Do Egypta se přistěhovali v roce 1865 na pozvání Khediva Isma’ila Pashi, aby se stali právními poradci pro zahraniční firmy, které se účastnili jeho modernizačního programu.
Jeho láska pro literaturu se rozvinula během školních let. Matka byla velkou čtenářkou poezie a seznámila mladého Marinettiho s italskými a evropskými klasikami. V sedmnácti začal svůj první školní magazín, Papyrus. Jezuité mu poté vyhrožovali, že ho vyloučí za publikování skandálních novel Émila Zoly ve škole.
Nejdříve studoval v Egyptě, poté v Paříži, kde získal titul baccalauréat, v roce 1894 na Sorbonně a v Itálii na univerzitě Pavia, kde se zabýval právy, ze kterých později, v roce 1899, také absolvoval.
Rozhodl se, že se nestane právníkem, ale že bude rozvíjet svoji literární kariéru. Experimentoval s každým typem literatury (poetika, epika, drama), a to pod jménem „Filippo Tommaso Marinetti“.

## Futuristický manifest
V roce 1905 přesídlil Marinetti do Milána a založil tam časopis Poesia. Tento časopis se stal hlásnou troubou skupiny mladých spisovatelů, kteří požadovali radikální změnu italské literatury.
Marinetti pak v roce 1909 vyšel na veřejnost s futuristickým manifestem, který představil 20. února na titulní stránce pařížského deníku Le Figaro. Po dlouhém, poetickém prologu, který budil (nesprávný) dojem kolektivního autorství, následovalo jedenáct „programových bodů“, se kterými Marinetti vyjádřil svou ambici stát se kmotrem nejen nového uměleckého směru, ale i kultury zahrnující všechny oblasti života, kultury futurismu. Ve svých 11 tezích oslavuje především násilí a válku, „jedinou hygienu světa“. Velebí také „anarchistický čin, … útočný pohyb, horečnatou bezesnost, salto mortale, facku a ránu pěstí.“

### Charakteristika manifestu

#### Pohyb a rychlost
"Chceme opěvovat lásku k nebezpečí, důvěrnou znalost energie a odvahy. ... Vysvětlujeme, že se velkolepost světa obohatila o novou krásu: krásu rychlosti ... Chceme opěvovat muže, který třímá kormidlo, jehož ideální osa protíná Zemi, která se řítí po své oběžné dráze."

#### Násilí, bezohlednost, bezcílnost
Násilí je prožíváno jako spontánní výraz síly, vitality a zažívání frustrace. Toto násilí se vyznačuje hédonismem, krutostí, nespravedlností, bezohledností, nemorálností, absencí cíle. Součástí této filozofie je masochistická snaha o sebezničení, resp. vyhlazení další, silnější generací:
„… S hlomozem nás obklíčí, supíce strachem a zuřivostí, a vrhnou se na nás, rozhořčení naší hrdou a sebejistou odvahou, aby nás zabili, a nenávist, která je žene, bude nesmiřitelná, protože jejich srdce budou plná lásky a obdivu k nám.“

#### Odmítnutí přírody
Marinetti nejraději pobývá v hlučných, rychle rostoucích městech, ve kterých chce opěvovat velké masy lidí, „které vzrušuje práce, zábava nebo vzpoura“, chce také ovládat nádraží, továrny, ovšem především obsluhovat nové stroje, aby se nakonec sám stal  člověkem-strojem.

#### Odmítnutí tradice
Nesmiřitelný postoj zaujímá Marinetti vůči kultuře minulých časů, pohlíží na ně jako na zátěž pro každého umělce a jako na provokaci pro všechny lidi, kteří hledí do budoucnosti. Cílem jeho (verbální) touhy po ničení se vedle menších uměleckých předmětů a staveb stávají celá města, například Benátky. Chce zničit také všechna muzea, akademie a knihovny. Představují pro něho „hřbitovy marného snažení“. Správce takových „hřbitovů“ jako jsou profesoři, archeologové, průvodci a starožitníci považuje za „zhoubné nádory“. Jeho požadavek:
„Zapalte regály knihoven, … otočte vodní toky, aby zaplavily muzea! … Chopte se krumpáčů, sekyr a kladiv a rozbořte ctihodná města, zbořte je bez jakéhokoli soucitu“

#### Odmítání žen
Základním motivem je „pohrdání ženou“. Problém reprodukce chce Marinetti vyřešit mužem, který je imunní vůči ženským pokušením a dokáže se sám reprodukovat.

### Přijetí manifestu
Je pochopitelné, že Marinetti se svým postulátem bezcílného ničení aktuálních struktur oslovil jak levicová, tak i pravicová uskupení, stejně jako anarchisty, ochotné sáhnut k násilí. Tato uskupení měla ovšem širší základnu než dnes, neboť bezuzdné násilí nebylo zavrhováno tak, jak je tomu dnes. Minimálně do svého smíření s Mussolinim v roce 1924. Svou „satirickou tragédii“, kterou prezentoval jako „výsledek dvou let úvah a sledování socialistického hnutí v Evropě“, špičkám levicově smýšlejících ve své zemi, kteří se zaměřovali na reformy. Dílo mělo vyzdvihnout „nesprávnost socialismu, slávu anarchie a naprostou směšnost prostředníků, reformistů a dalších, kteří „vařili“ všeobecné blaho“.
Zájem probuzený především v uměleckých kruzích využil Marinetti k tomu, aby vytvořil širší základnu, kterou v manifestu ještě předstíral, a kromě literátů kolem sebe shromáždil i další italské umělce, což se mu také podařilo.
Psychoanalytik a filozof Erich Fromm věnoval prvnímu a druhému futuristickému manifestu část své knihy Anatomie lidské destruktivity. Fromm pohlíží na první manifest jako na nejranější potvrzení nekrofilie, kterou uvádí jako jeden ze zdrojů lidské destruktivity. Odůvodňuje to uctíváním neživých věcí jako jsou rychlé stroje a velebením gigantnosti. Kromě toho vidí základní ideály manifestu realizované v cílech Třetí říše.

## Futuristická praxe
Pokud se podíváme na velký počet akcí a dalších aktivit skupiny, pak je jasné, že nebylo potřeba jen charisma, ale také hodně peněz na to, aby bylo hnutí rozpohybováno a udržováno v chodu. Tyto peníze poskytl Marinetti z dědictví po otci. Tím se podařilo si k sobě připoutat řadu převážně mladých italských umělců pro ideje futurismu, podnítit je k tvorbě odpovídajících děl a ke společnému prezentování na veřejnosti.

### Futuristické večery
Marinettiho futuristické večery, které byly organizovány především v severoitalských divadelních sálech, přispěly velkou měrou k šíření idejí skupiny. Začínaly zpravidla verbálním ponižováním daného města a urážením místní honorace. Pak byly přečteny manifesty, předvedena futuristická umělecká díla, zahrána futuristická hudba a předvedeny úryvky z futuristických divadelních děl. Představení mohlo být z hlediska Marinettiho hodnoceno jako úspěšné jedině tehdy, když došlo k nepokojům, o kterých informovala alespoň lokální média.

### Futuristické putovní výstavy
Díky Marinettiho podpoře se podařilo rozběhnout konečně také komerčně úspěšnou sérii výstav, která začala 30. dubna 1911 v Miláně. V roce 1912 byla výstava přenesena do  zahraničí, kde měla zůstat do začátku války. Nejdůležitějšími zastávkami byly Londýn (2×), Berlín (2×), Vídeň, Brusel, Haag, Amsterdam, Mnichov, Budapešť, Rotterdam, Karlsruhe, Lipsko, Řím a Petrohrad. Rozmanitost a naléhavost předvedení budily všude ohromující dojem, dopady na lokální uměleckou scénu byly různé, ale většinou jasně patrné.

### Umělecké směry ve futurismu
Vedle literatury se hlavním uměleckým směrem futurismu stalo malířství. Jeho manifest prezentoval Umberto Boccioni jako nesporný doyen skupiny 11. února 1910 v Turíně. I Také v sochařské tvorbě zaujímal Boccioni,oplývající mnoha talenty, čelní místo. Jeho forme uniche della continuità nellospazi jsou dnes považovány za ikony futurismu. Architekturu reprezentovali Enrico Prampolini a především Antonio Sant’Elia. Futuristická hudba je úzce spojená se jmény Francesco Balilla Pratella a Luigi Russolo – ten nahradil hudbu uměním hluku. Futuristické nebo syntetické divadlo bylo doménou Marinettiho, v této oblasti však tvořili také Giacomo Balla a Fortunato Depero. V oblasti filmu byl hlavním tvůrcem futurismu Anton Giulio Bragaglia, ten ovšem u umělců, kteří rozhodovali, jako byl Boccioni, dosáhl menšího uznání než jiné oblasti. Futuristické literatuře dominoval Marinetti. Svými „osvobozenými slovy“ nejen zrušil pravidla syntaxe, ale písmeny a slovy v nestejných velikostech, rozdílnými písmy rozmístěnými různými směry setřel hranice mezi literaturou a grafikou. V této oblasti ovšem nepůsobil sám.
Nakonec vstoupila ve futurismu do hry také politika. Rok 1914 nutil k rozhodnutí pro nebo proti vstupu Itálie do války. Futuristé hlasovali pro válku a vyšli za tím účelem i do ulic. Marinetti, Boccioni u Russolo při tom byli v září 1914 zatčeni, neboť při jedné akci v Miláně pálili rakouské vlajky. Po krátkém pobytu ve vězení následoval manifest „Futuristická válečná syntéza“, kde byla vyjádřena podpora futuristů pro intervenci Itálie ve smyslu irredenta (z italštiny, znamená neosvobozený, z tohoto slova vznikla politická ideologie iredentismus).  

## První světová válka
Poté, co se Itálie zapojila do první světové války, se Marinetti dobrovolně přihlásil do služby. Na podzim roku 1915 Marinetti a sedm dalších futuristů, kteří se přidali k Lombardskému praporu dobrovolníků, cyklistů a motoristů, byli umístěni k jezeru Garda v provincii Trentino, vysoko v horách podél italsko-rakouských hranic. Vydrželi sedm týdnů neustálých bojů v těžkých podmínkách, než cyklistické oddíly rozpustili, protože je pokládali za nevhodné pro horské válčení.
Marinetti strávil většinu roku 1916 podporováním italského válečného úsilí veřejnými promluvami, žurnalistikou a divadelními hrami, poté se v roce 1917 vrátil k vojenské službě. V květnu téhož roku byl vážně zraněn, když sloužil u dělostřeleckého praporu na frontě Isonzo. Po dlouhém zotavení se vrátil do služby a účastnil se rozhodující bitvy u Vittorio Veneto, kterou Italové vyhráli v říjnu roku 1918.

## Marinetti a fašismus
Začátkem roku 1918 založil futuristickou politickou stranu Partito Politico Futurista, která po roce byla sloučena s politickým hnutím Benita Mussoliniho Fasci Italiani di Combattimento. Marinetti byl jeden z prvních, který se přidal k této italské fašistické straně. V roce 1919 společně s Alcestem De Ambrisem napsali Fašistický manifest, originální manifest italského fašismu. Marinetti oponoval fašistickou přepjatostí existujících institucí o nichž prohlásil, že jsou „zpátečnické“, a poté co pln znechucení opustil kongres fašistické strany, zcela opustil politiku na dobu tří let. Přesto jeho práce zůstala důležitou součástí rozvíjející se filozofie strany (po celou její existenci). Například na konci Kongresu fašistické kultury, který se uskutečnil v Boloni 30. března 1925, Giovanni Gentile oslovil Sergia Panunziaa vedl s ním diskuzi ohledně potřeby lépe definovat fašismus podle názoru Marinettiho: „Velké duchovní hnutí zaměřující se na detaily, jež odkazuje především na dřívější („primitivní“) inspirace – to, co dnes ráno F. T. Marinetti určil jako umělecké, to zde znamená také kreativní a myšlenkami opravdu inovativní, z čehož je odvozeno první a nejsilnější impuls, který rozproudil samotné hnutí – ztratily svoji sílu. Dnes se ocitáme na úplném začátku nového života a s euforií zažíváme tuto prapodivnou potřebu naplnit naše srdce – tato potřeba je naší inspirací a géniem, který nás řídí a nese s ní.“
Součástí celé kampaně byl i převrat dosavadních tradic, přičemž Marinetti mimo jiné zacílil také tradiční italská jídla, jakožto jeden z primárních aspektů kultury. Jeho Manifest o futuristickém vaření byl 28. prosince 1930 publikován v Turínském deníku Gazzetta del Popolo. Argumentoval, že „Lidé uvažují, chovají se a oblékají se a podle toho, co jedí a pijí“, Marinetti navrhoval široké spektrum změn, které se měli projevit v nových dietách. Odsoudil těstoviny za jejich otupělost, pesimismus a nedostatek mužnosti, místo nich navrhl italskou hnědou rýži. Jak v tomto případě, tak i v celém znění, bylo jeho Futuristické vaření nacionalistické a odmítalo zahraniční jídla a názvy potravin. Bylo též militaristické a snažilo se stimulovat v mužích bojovnickou stránku.
Marinetti také chtěl zvýšit kreativitu. Jeho zalíbení ve všech nových vědeckých objevech, ale nekorespondoval s tím, že jeho názory v oblasti stravy nebyly vědecky podloženy. Byl fascinován ideou polotovarů. Předpověděl, že jednoho dne by tabletky mohly nahradit jídlo jako zdroj energie a usiloval o vytvoření „umělých látek“, které by zaujaly místo přírodní potraviny. Jídlo by se tak stalo uměleckým výrazem. Mnoho jídel, které Marinetti popsal a v praxi pak i jedl, připomínalo vizuální umění, jako například „Tactile Dinner“, jehož replika byla opět vytvořena v roce 2014 pro výstavu v Guggenheim Museu. Účastníci na sobě měli pyžama zdobené mycí houbou, smirkovým papírem a hliníkem, a jedli saláty bez příboru.
Během fašistického režimu se Marinetti snažil, aby se futurismus stal oficiálním národním uměním Itálie, ale to se mu nepodařilo. Mussolini se o umění osobně nezajímal a rozhodl se dát prostor několika stylům zároveň, aby umělci byli loajální vůči režimu. Při otevírání umělecké výstavy skupinou Novecento Italianov roce 1923 řekl: „Prohlašuji, podpořit něco jako státní umění, je naprosto proti mému přesvědčení. Umění patří k doméně jednotlivce. Stát má jen jednu úlohu: zajistit, aby nedošlo k narušení umění a poskytnout příznivé podmínky pro umělce a povzbudit v nich umělecké a národní hledisko.“ Mussoliniho milenka, Margharita Sarfatti, úspěšně podpořila rivalskou skupinu Novecento, a také přemluvila Marinettiho, aby se stal její součástí.
Ve fašistické Itálii bylo moderní umění tolerováno, a dokonce schvalováno fašistickou hierarchií. Ke konci třicátých let někteří fašističtí ideologové (například bývalý futurista Ardengo Soffici) chtěli zavést německý koncept „zvrhlého umění“ do Itálie a potlačit modernismus, třebaže jejich požadavky byli režimem ignorovány. Když v roce 1938 Marinetti zaslechl, že Adolf Hitler chce přidat futurismus do putovní výstavy zvrhlého umění, přemluvil Mussoliniho, aby nedovolil zastávku této výstavy v Itálii.
Itálie, 17. listopadu 1938, přijala Rasové zákony, diskriminující italské židy, stejně jako je diskriminují prohlášení v Norimberských zákonech. Antisemitský trend v Itálii zapříčinil útoky na moderní umění, které bylo vnímané jako příliš cizí, příliš radikální a antinacionalistické. Ve vydání futuristického časopisu Artecrazia 11. ledna 1939 Marinetti vyjádřil svůj nesouhlas k takovýmto útokům na moderní umění, při čemž poznamenal, že futurismus je jak italský a nacionalistický, není cizí a že v něm nejsou žádní židé. Navíc dodal, že židé nebyli aktivní při vývoji moderního umění. Bez ohledu na to stát rozhodl, že časopis Artecrazia musí ukončit svoji činnost.
Marinetti se mnohokrát pokoušel zalíbit režimu tím, že začal ubírat na své dosavadní radikálnosti a avantgardnosti (mezi sebou). Přestěhoval se z Milána do Říma. Stal se akademikem i navzdory jeho dřívějšímu odsuzování akademií jako takových. Prohlásil: „Je důležité, aby měl futurismus svoje zastoupení na akademiích.“ Byl ateistou. V Gazzettě del Popoloe 23. června 1931 Marinetti prohlásil, že není potřeba být součástí katolické církve, aby vznikala mistrovská díla posvátného umění.
Byli i jiné rozdíly v jeho charakteru: i přes jeho nacionalismus, byl člověkem mezinárodním – vzděláván v Egyptě a Francii, jeho první básně napsané ve francouzštině, publikoval Futuristický manifest ve francouzských novinách. Dále také cestoval, aby propagoval své ideje.
Marinetti se dobrovolně přihlásil do služby v druhé italsko-etiopské válce a v druhé světové válce, kde pár týdnů, v létě a na podzim roku 1942, sloužil na Východní frontě. Dne 2. prosince 1944 zemřel v Bellagionu ve věku 65 na zástavu srdce, když pracoval na sbírce básní, ve které chválí válečné úspěchy Decima Flottiglia MAS.

## Dílo
Zpočátku psal francouzsky, později italsky. V roce 1909 vyšel ve francouzském deníku Le Figaro jeho Manifest futurismu.
Ukázka z Manifestu futurismu:
1. Chceme opěvovat lásku k nebezpečí, návyk na energii a smělost
2. Základními prvky naší poezie budou odvaha, zmužilost a revolta
3. Literatura až dosud velebila myšlenkovou nehybnost, extázi a spánek, my chceme velebit útočný neklid, horečnatou nespavost, poklus, nebezpečný skok, facku a ránu pěstí
4. Prohlašujeme, že nádhera světa byla obohacena o novou krásu: o krásu rychlosti. Závodní automobil se svou kapotou ozdobenou tlustými trubkami podobnými hadům s výbušným dechem…, řvoucí automobil, který jako by se řítil po kartáčových nábojích, je krásnější než Niké ze Samothráky
5. Básník se musí vybít vášnivě, břeskně a marnotratně, chce-li znásobit nadšené zanícení pro prvotní živly (…)

### Básnické sbírky
- Zkáza
- Osvobozená slova – v 1. části texty, pravidla futurismu, ve 2. části pravidla, která se mají uplatnit
- Sopky

### Divadelní hry
- Ohnivý buben
- Zajatci